# Lețcani
Lețcani è un comune della Romania di 6 805 abitanti, ubicato nel distretto di Iași, nella regione storica della Moldavia.
Il comune è formato dall'unione di 4 villaggi: Bogonos, Cogeasca, Cucuteni, Lețcani.
Leţcani fa parte della Zona Metropolitana di Iași.
Nel territorio di Leţcani si trova la riserva naturale chiamata Fânețele seculare Valea lui David, un'area protetta di circa 46 ettari.
e una chiesa, a suo modo, unica in Europa: "La chiesa rotonda". Questo perché le sue fondamenta hanno una forma circolare con due navate: il portico e l'altare.